# Dominika Stelmach
Pour les articles homonymes, voir Stelmach.
Dominika Stelmach, née Stawczyk le 28 février 1982, est une coureuse de fond et d'ultrafond polonaise. Elle a remporté la médaille d'argent aux championnats du monde de course en montagne longue distance 2018 et détient le record d'Europe du 100 kilomètres en 7 h 4 min 36 s.

## Biographie
Bénéficiant du programme sportif scolaire, Dominika fait ses débuts en sport en patinage artistique grâce à son petit gabarit. Elle s'essaie ensuite à l'athlétisme mais son passé de patineuse lui vaut d'être assignée au rôle de hurdleuse. Désavantagée par sa petite taille, elle n'arrive pas à être compétitive. Elle décide d'arrêter la compétition et entre à la haute école Nicolas Copernicus où elle se taille une réputation de fêtarde. À 22 ans, elle décide de se remettre à la course à pied, d'abord comme loisir, mais ne tarde pas à être reprise par le jeu de la compétition et s'inscrit au semi-marathon de Łódź en 2004 qu'elle termine quatrième en 1 h 40 min 2 s. Parallèlement à sa carrière sportive, elle entre à l'école des hautes études commerciales de Varsovie pour y suivre des études de marketing sportif. Elle améliore progressivement ses performances et donne naissance à son premier fils en 2010. Décidant d'adopter un style de vie plus sain pour son enfant, elle renforce son entraînement et se révèle véritablement en 2011,,. Le 4 mai 2011, elle effectue une excellente course lors des championnats de Pologne de course en montagne longue distance et profite de la défaillance d'Antonina Rychter pour remporter son premier titre national.
En 2015, Dominika fait ses débuts en ultrafond. Prenant part au Bieg 7 Dolin, ultra-trail de 100 kilomètres, elle y décroche la deuxième place. Le 7 novembre, elle prend part à ses premiers 100 kilomètres sur route en prenant le départ du Supermaraton Kalisia. Dominant aisément la course, elle s'impose en 8 h 1 min 41 s, terminant troisième au classement scratch et établissant un nouveau record national.
Dominika ne s'investit pas pour autant entièrement dans l'ultrafond mais démontre d'excellentes capacités polyvalentes. Le 16 mars 2017, elle participe à la verticale de la tour Eiffel dans le cadre de l'Éco-Trail de Paris Île-de-France et se classe deuxième derrière l'Australienne Suzy Walsham qui établit un nouveau record d'ascension. Le 2 avril, elle effectue une excellente course lors du marathon de Dębno. Pointant en tête à mi-course, elle devance ses rivales au titre d'une vingtaine de secondes. En fin de course, elle voit la Kényane Kellen Mukami Waithira lui passer devant pour la victoire. Dominika termine deuxième et remporte le titre de championne de Pologne de marathon. Le 7 mai, elle prend le départ de la Wings for Life World Run à Santiago. Courant sur un rythme soutenu, elle s'impose avec 68,21 km, établissant un nouveau record féminin.
Le 31 mars 2018, elle prend le départ du Two Oceans Marathon. Annoncée comme favorite, elle mène la course en première partie. Gerda Steyn accélère en deuxième partie de course et finit par la rattraper, puis la double pour remporter la victoire. Dominika termine deuxième à un peu plus de deux minutes. Elle prend part aux Championnats du monde de course en montagne longue distance 2018 qui se déroulent dans le cadre de l'Ultramarathon Gorski. Vainqueur l'année précédente, Dominika est annoncée comme favorite. Elle trouve cependant une rivale surprise en la personne de Charlotte Morgan. Après une lutte serrée, la Britannique parvient à s'imposer pour vingt secondes devant la Polonaise.
Relativement peu connue sur la scène internationale de l'ultra-trail, Dominika crée la surprise lors de l'Ultra-trail Cape Town 2019. Tandis que la Britannique Beth Pascall domine la course et établit un nouveau record du parcours, Dominika effectue une excellente course pour terminer sur la troisième marche du podium derrière Emily Hawgood.
Le 30 août 2020, elle prend part aux championnats de Pologne de 100 kilomètres qui se déroulent dans le cadre de l'UltraPark Weekend. Avec une facilité déconcertante, Dominika s'invite à la lutte en tête avec les hommes. Ne relâchant pas ses efforts, elle termine cinquième scratch et première femme avec plus d'une heure d'avance sur sa plus proche poursuivante, Magdalena Ziółek. Elle décroche le titre le championne de Pologne en 7 h 4 min 36 s. Elle établit ainsi un nouveau record d'Europe de la discipline, battant de près de six minutes le précédent record de Tatiana Zhyrkova,. Le 27 septembre, elle prend le départ du marathon de Varsovie avec un plateau très peu international en raison des mesures sanitaires prises en raison de la pandémie de Covid-19. Elle s'impose facilement en 2 h 41 min 57 s.
Le 8 octobre 2022, elle prend le départ des championnats d'Europe du 50 kilomètres à Sotillo de la Adrada. Prenant un départ prudent, elle se fixe sur son rythme et profite des faiblesses de ses concurrentes pour accélérer en fin de course et dépasser ses adversaires. Elle parvient à se hisser sur la troisième marche du podium en 3 h 21 min 26 s.
Le 5 janvier 2023, elle s'élance au départ de l'épreuve des 24 heures du Spartanion à Tel Aviv. Bien décidée à battre le record des 12 heures de Camille Herron, elle effectue une solide course et atteint son objectif avec 152,623 kilomètres parcourus puis abandonne la course. Elle établit ainsi une nouvelle meilleure performance mondiale en battant de 3,5 kilomètres le précédent record de Camille Herron. Elle bat également le record inofficiel de cette dernière de 1,5 kilomètres.

## Palmarès

### Route
| Année | Compétition                            | Lieu                 | Place | Épreuve        | Temps           |
| ----- | -------------------------------------- | -------------------- | ----- | -------------- | --------------- |
| 2008  | Cud Nad Wisłą                          | Varsovie             | 3e    | Semi-marathon  | 1 h 30 min 18 s |
| 2011  | Marathon de Varsovie                   | Varsovie             | 5e    | Marathon       | 2 h 48 min 49 s |
| 2012  | Marathon de Łódź                       | Łódź                 | 5e    | Marathon       | 2 h 46 min 47 s |
| 2014  | Bieg Lwa                               | Tarnowo Podgórne     | 2e    | Semi-marathon  | 1 h 19 min 58 s |
| 2016  | Marathon de Rome                       | Rome                 | 5e    | Marathon       | 2 h 43 min 53 s |
| 2016  | Marathon d'Eindhoven                   | Eindhoven            | 3e    | Marathon       | 2 h 42 min 50 s |
| 2015  | Supermaraton Kalisia                   | Blizanów             | 1re   | 100 kilomètres | 8 h 1 min 41 s  |
| 2017  | Marathon de Dębno                      | Dębno                | 2e    | Marathon       | 2 h 41 min 13 s |
| 2017  | Marathon de Varsovie                   | Varsovie             | 6e    | Marathon       | 2 h 38 min 52 s |
| 2017  | Marathon de Wrocław                    | Wrocław              | 3e    | Marathon       | 2 h 41 min 2 s  |
| 2017  | Marathon de Poznań                     | Poznań               | 2e    | Marathon       | 2 h 42 min 39 s |
| 2018  | Two Oceans Marathon                    | Le Cap               | 2e    | Ultra-marathon | 3 h 41 min 57 s |
| 2019  | Marathon de Łódź                       | Łódź                 | 1re   | Marathon       | 2 h 39 min 11 s |
| 2019  | Two Oceans Marathon                    | Le Cap               | 4e    | Ultra-marathon | 3 h 50 min 8 s  |
| 2019  | Comrades Marathon                      | Durban               | 5e    | Ultra-marathon | 6 h 34 min 58 s |
| 2019  | Championnats du monde du 50 kilomètres | Brașov               | 4e    | 50 kilomètres  | 3 h 17 min 27 s |
| 2020  | UltraPark Weekend                      | Pabianice            | 1re   | 100 kilomètres | 7 h 4 min 36 s  |
| 2020  | Marathon de Varsovie                   | Varsovie             | 1re   | Marathon       | 2 h 41 min 57 s |
| 2021  | Marathon de Varsovie                   | Varsovie             | 2e    | Marathon       | 2 h 41 min 47 s |
| 2022  | Comrades Marathon                      | Durban               | 2e    | Ultra-marathon | 6 h 25 min 9 s  |
| 2022  | Championnats d'Europe du 50 kilomètres | Sotillo de la Adrada | 3e    | 50 kilomètres  | 3 h 21 min 50 s |

### Course en montagne
| no  | féminin           | Course                                                        | Longueur | Départ       | Temps           |
| --- | ----------------- | ------------------------------------------------------------- | -------- | ------------ | --------------- |
| 7e  | Médaille d'or     | Championnats de Pologne de course en montagne longue distance | 28 km    | 14 mai 2011  | 2 h 11 min 28 s |
| 21e | Médaille d'or     | Championnats de Pologne de course en montagne courte distance | 5 km     | 28 mai 2016  | 31 min 6 s      |
| 7e  | Médaille d'or     | Ultramarathon Górski Médium                                   | 36 km    | 24 juin 2017 | 3 h 23 min 30 s |
| 53e | Médaille d'argent | Championnats du monde de course en montagne longue distance   | 36 km    | 24 juin 2018 | 3 h 8 min 46 s  |
| 15e | Médaille d'or     | Championnats de Pologne de course en montagne style alpin     | 9,5 km   | 4 août 2018  | 57 min 6 s      |
| 14e | Médaille d'or     | Championnats de Pologne de course en montagne courte distance | 5 km     | 18 mai 2019  | 30 min 17 s     |
| 20e | Médaille d'argent | Mayrhofen Ultraks Middle                                      | 30,3 km  | 20 juin 2020 | 3 h 11 min 11 s |

### Trail
| no  | féminin            | Course                                                       | Longueur | Départ            | Temps            |
| --- | ------------------ | ------------------------------------------------------------ | -------- | ----------------- | ---------------- |
| 16e | Médaille d'argent  | Bieg 7 Dolin                                                 | 100 km   | 12 septembre 2015 | 11 h 13 min 39 s |
| 10e | Médaille d'or      | Bieg 7 Dolin                                                 | 100 km   | 10 septembre 2016 | 10 h 29 min 30 s |
| 19e | Médaille de bronze | Ultra-trail Cape Town                                        | 100 km   | 30 novembre 2019  | 12 h 15 min 36 s |
| 16e | Médaille de bronze | Tatra SkyMarathon                                            | 41,5 km  | 25 juillet 2020   | 5 h 37 min 35 s  |
| 2e  | Médaille d'or      | Championnats de Pologne de course en montagne ultra distance | 81 km    | 8 août 2020       | 8 h 22 min 44 s  |
| 10e | Médaille d'argent  | Ultravasan 90                                                | 90 km    | 21 août 2021      | 7 h 1 min 33 s   |
| 2e  | Médaille d'or      | Cappadocia Ultra Trail                                       | 119 km   | 16 octobre 2021   | 13 h 16 min 12 s |
| 25e | Médaille de bronze | Chiemgau Trail Run                                           | 42 km    | 7 mai 2022        | 5 h 0 min 9 s    |
| 14e | Médaille d'argent  | Ultravasan 90                                                | 92 km    | 17 août 2024      | 7 h 28 min 35 s  |
| 19e | Médaille d'or      | Championnats de Pologne de trail court                       | 43,7 km  | 26 avril 2025     | 3 h 59 min 34 s  |

## Records
| Épreuve        | Performance         | Date               | Lieu      |
| -------------- | ------------------- | ------------------ | --------- |
| 5 000 mètres   | 17 min 44 s 08      | 29 mai 2021        | Piaseczno |
| 5 kilomètres   | 16 min 46 s         | 23 septembre 2016  | Varsovie  |
| 10 kilomètres  | 34 min 48 s         | 22 avril 2018      | Varsovie  |
| 15 kilomètres  | 55 min 35 s         | 17 janvier 2016    | Varsovie  |
| Semi-marathon  | 1 h 15 min 17 s     | 2 septembre 2017   | Varsovie  |
| Marathon       | 2 h 36 min 45 s     | 18 avril 2021      | Dębno     |
| 50 kilomètres  | 3 h 17 min 27 s     | 1er septembre 2019 | Brașov    |
| 100 kilomètres | 7 h 4 min 36 s (RN) | 30 août 2020       | Pabianice |
| 6 heures       | 85,307 km           | 30 août 2020       | Pabianice |
| 12 heures      | 152,623 km          | 5 janvier 2023     | Tel Aviv  |